# Дворянкіно (Псковська область)
Дворянкіно (рос. Дворянкино) — присілок в Палкінському районі Псковської області Російської Федерації.
Населення становить 10 осіб. Входить до складу муніципального утворення Качановська волость.

## Історія
Від 2015 року входить до складу муніципального утворення Качановська волость.

## Населення
| 2001 | 2002 | 2010 | 2016 |
| ---- | ---- | ---- | ---- |
| 16   | ↘9   | ↗11  | ↘10  |